# Gare de Dozulé - Putot
Gare de Dozulé - Putot vasútállomás Franciaországban, Putot-en-Auge településen.

## Vasútvonalak
Az állomást az alábbi vasútvonalak érintik:
- Mézidon-Trouville-Deauville-vasútvonal

## Kapcsolódó állomások
A vasútállomáshoz az alábbi állomások vannak a legközelebb: